# 纽波特镇区 (艾奥瓦州约翰逊县)
紐波特鎮區（英語：Newport Township）是位於美國愛荷華州約翰遜縣的一個行政鎮區。

## 地方資料
根據2010年美國人口普查的數據，紐波特鎮區的面積為62.68平方千米，當中陸地面積為60.73平方千米，而水域面積為1.95平方千米。當地共有人口2169人，而人口密度為每平方千米34.6人。